# Hippolyte Royer-Collard
Pour les articles homonymes, voir Royer-Collard.
Hippolyte Louis Royer-Collard, né le 28 avril 1802 à Paris et mort le 15 décembre 1850 dans la même ville, est un médecin, professeur d'hygiène à la Faculté de médecine de Paris, membre de l'Académie de médecine, associé aux ministères de François Guizot .

## Aperçu biographique
Agrégé de médecine, il est difficilement élu avec l'appui du Doyen Orfila, à la chaire d'hygiène de la faculté de Paris en 1838 à la place du baron Desgenettes, démissionnaire pour raison de santé. Il est élu membre de l'Académie de médecine le 8 février 1842 avant d'en être le président en 1848. Il est membre fondateur de la Société anatomique de Paris, assurant le secrétariat du 12 janvier au 15 avril 1826 puis la vice-présidence du 16 avril au 8 juillet 1826. Défenseur de la Révolution de Juillet, il est recruté par Guizot comme chef de la division des Sciences et des affaires médicales (ancienne division des Beaux-Arts) au ministère de l’Instruction publique, dès 1830.
Il est le cofondateur (avec Andral, Blandin, Bouillaud , Cazenave,
Dalmas et Raynaud) du Journal hebdomadaire de la médecine et le directeur du Journal de médecine vétérinaire à partir de 1826. Il collabore au Répertoire d'anatomie. Il meurt paraplégique à la suite d'un probable infarctus médullaire datant de plusieurs années.
Il est le fils du médecin Antoine-Athanase Royer-Collard (1768-1825) et le neveu de Pierre-Paul Royer-Collard.

## Œuvres et publications
- Essai d'un système général de zoonomie, ou considérations générales sur l'anatomie, la physiologie, la pathologie et la thérapeutique, [Thèse de Médecine (Cand. Hipp. Royer-Collard), Paris, 1828] Paris, 25 août 1828, in-4 °.
- Considérations générales sur les lois de l'organisme dans l'état de santé et dans l'état de maladie
- Des Tempéramens considérés dans leurs rapports avec la santé, [Extrait des "Mémoires de l'Académie royale de médecine", T. X], J.-B. Baillière (Paris) , 1842, In-4° , 39 p.
- Organoplastie hygiénique, ou Essai d'hygiène comparée, sur les moyens de modifier artificiellement les formes vivantes par le régime, [Extrait de la Gazette médicale de Paris, et Annales d'hygiène publique et de médecine légale, 1843, série 1, n° 29, p. 212-28, Texte intégral. ],: impr. de F. Malteste (Paris) , 1842, In-8° , 22 p.
- Discours prononcé par M. Hipp. Royer-Collard, au nom de la Faculté de médecine de Paris, dans la cérémonie qui a eu lieu à Bourg, le 24 août 1843, pour l'inauguration de la statue de Bichat [Extrait du "Bulletin de l'Académie royale de médecine", T. VIII], [Texte imprimé], J.-B. Baillière (Paris), 1843, In-8°, 12 p.
- Cours d'hygiène professé à la Faculté de médecine, impr. de Lacrampe (Paris), 1846, 15 p. ; in-8, lire en ligne sur Gallica.
- Rapport sur un mémoire de M. le Dr Baillarger intitulé : "Recherches statistiques sur l'hérédité de la folie",[Extrait du "Bulletin de l'Académie royale de médecine"], J.-B. Baillière (Paris), 1847, In-8° , 19 p.
- Considérations physiologiques sur la vie et sur l'âme, discours lu dans la séance annuelle de l'Académie nationale de médecine, impr. de Plon frères (Paris), 1848, In-16, 12 p., [Extrait des Mémoires de l'Académie de médecine, 1849 (T 14), p. 251-69, lire en ligne sur Gallica].
- Physiologie, [Extrait de l'Encyclopédie du XIXe siècle, signé : Hte Royer-Collard.], Vve Bouchard-Huzard (Paris), (s. d.), In-8° , 15 p.
- Essai historique sur Dupuytren suivi des discours prononcés par MM. Orfila, Larrey, Bouillaud, H. Royer-Collard, Teissier, et du Procès-verbal de l'ouverture du corps de Dupuytren et orné de son portrait, « Discours de M. H. Royer-Collard », p. 55-6, Texte intégral.
- De l'Usage et de l'abus des boissons fermentées et distillées, [Thèse soutenue le [?] janvier 1838 pour la chaire d'hygiène], A. Guyot.
- « Aliment », in: Dictionnaire de médecine usuelle, Tome I, [A-H] / [sous la dir. du] Docteur Jean-Pierre Beaude, p. 75-9, Texte intégral.
- « Climat », in: Dictionnaire de médecine usuelle, Tome I, [A-H] / [sous la dir. du] Docteur Jean-Pierre Beaude, p. 397-403, Texte intégral.
- « Hygiène », in: Dictionnaire de médecine usuelle, Tome I, [A-H] / [sous la dir. du] Docteur Jean-Pierre Beaude, p. 251-4 , Texte intégral.

Direction de revues
- Journal hebdomadaire de la médecine
- Journal de médecine vétérinaire, lire en ligne sur Gallica.